# Lijst van heren en vrouwen van Oirschot
De heerlijkheid Oirschot bezat twee kastelen, namelijk Kasteel Ten Bergh te Spoordonk en Kasteel Oud Beijsterveld te Notel bij Oirschot.
De oorsprong van de heerlijkheid is duister, maar de kern ervan moet worden gezocht bij de Spoordonkse Watermolen, waar oorspronkelijk een allodium zou zijn geweest. Dit zou uiteindelijk tot de stichting van het nabijgelegen Kasteel Ten Bergh hebben geleid. Geleidelijk aan werd het gezag van de Hertog van Brabant steeds meer voelbaar, en werd Oirschot een zogenaamde halve heerlijkheid, waar hertog Jan I van Brabant van 1267 tot 1294 het samen met Daniel van Oirschot voor het zeggen had.
Zo benoemde Daniel van Oirschot tussen 1282 en 1289 Dirk Berthout tot pastoor. Hertog Jan II bevestigde op 19 juni 1306 het privilegium de anno gratiae.
In 1320 werd de heerlijkheid door de oude adel verkocht aan Rogier van Leefdael, die behoorde tot een machtig geslacht. Door huwelijk kwam de heerlijkheid daarna in handen van het geslacht van Pietersheim en daarna ging het door huwelijk, samen met het bezit van Pietersheim, over op het geslacht van Merode dat de heerlijkheid lange tijd in bezit heeft gehad. In 1558 verpandde koning Filips II zijn deel van de heerlijkheid aan de heer, maar in 1614 werd deze verpanding weer ingelost. Na 1648 kwam het deel van de Spaanse koning aan de Staten-Generaal der Verenigde Nederlanden.
Uiteindelijk raakte Ferdinand van Merode in financiële moeilijkheden en moest de heerlijkheid in 1672 verkopen. Op Kasteel Ten Berghe kwam schuldeiseres Catharina de Cort-Stevens te wonen, maar Kasteel Oud Beijsterveld werd gekocht door de familie Sweerts de Landas, die eigenaar bleef tot 1831, waarna het kasteel een klooster werd en dit bleef tot in het begin van de 21e eeuw.
In grote lijnen vinden we de volgende heren en vrouwen van Oirschot. De meesten waren dat tevens van Hilvarenbeek.
1. Rogier van Leefdael (1270-1333) x Agnes van Kleef, kocht Oirschot in 1320 van de oorspronkelijke adellijke familie.
2. Jan van Leefdaal, zoon van Rogier, x Margaretha van Gaveren-Liedekerke
3. Elisabeth van Leefdaal-Grimbergen (1320-1347) x Jan van Pietersheim (1340-1390)
4. Willem van Pietersheim (1370-1400), zoon van Jan en Elisabeth, x Aleidis van Heers Spaubeek
5. Beatrix van Pietersheim (1392-1450), dochter van Willem en Aleidis, x Richard II van Merode (1370-1446)
6. Jan IV van Merode (1411-1481)
7. Jan VII van Merode (1455-1485)
8. Richard IV van Merode (1460-1523)
9. Richard V van Merode (1505-1560)
10. Richard VI van Merode (1550-1587)
11. Hendrik II van Merode (1550-1591)
12. Maximiliaan Anton van Merode (1611-1670)
13. Ferdinand van Merode (1633-1679), gerechtelijke verkoop in 1672
14. Maarten Christiaan Sweerts de Landas (1629-1704)
15. Jacob Derk Sweerts de Landas (1694)1758)
16. Lodewijk Jan Baptist Sweerts de Landas (1727-1809)
17. Jacob Derk Sweerts de Landas (1759-1820)

Na Jacob Derk waren er geen kasteelheren meer, en de meeste leden van de familie hadden functies in Holland. Het gevolg was dat het kasteel in 1831 door de familie aan een congregatie van missionarissen is verkocht: